# بانج
بانج (الطاجيكية: Панҷ) هي مدينة في جنوب طاجيكستان تقع على الحدود الأفغانية، حوالي 252 كيلومتر (157 ميل) جنوب العاصمة دوشانبي. تقع على طول الضفة الشمالية لنهر بانج، والتي اشتق اسمها منها. يبلغ عدد سكان البلدة 12500 نسمة (تقديرات شهر كانون ثاني 2020).
عُرف بانج باسم بومان آباد في الحقبة السوفيتية، ولاحقًا باسم كيروف آباد. وقد عُرف أيضًا باسم Pyandj و Pyandzh و Kirowabad و Sarai و Sarai-Kamar و Saray Komar و Saray-Kamar.
لا ينبغي الخلط بينه وبين بلدة داستي التي كانت تُعرف باسم Pyandj و Pyandzh و Molotovabad و Dŭsty و Dusti.